# Вишньовільховате
Вишньовільховате (рос. Вышнеольховатое) — село в Щигровському районі Курської області Російської Федерації.
Населення становить 145 осіб. Входить до складу муніципального утворення Вишньовільховатська сільрада.

## Історія
Населений пункт розташований на території українського етнічного та культурного краю Східна Слобожанщина.
Від 2004 року входить до складу муніципального утворення Вишньовільховатська сільрада.

## Населення
| 2002 | 2010 |
| ---- | ---- |
| 153  | ↘145 |